# غابرييل سلونينا
غابرييل سلونينا (مواليد 15 مايو 2004) هو لاعب كرة قدم أمريكي يلعب في مركز حارس المرمى في نادي شيكاغو فاير.

## وصلات خارجية
- غابرييل سلونينا على موقع الدوري الأمريكي (الإنجليزية)
- غابرييل سلونينا على موقع إي إس بي إن إف سي (الإنجليزية)
- غابرييل سلونينا على موقع قاعدة بيانات كرة القدم.إي يو (الإنجليزية)
- غابرييل سلونينا على موقع ليكيب (الفرنسية)
- غابرييل سلونينا على موقع ناشيونال فوتبول تيمز (الإنجليزية)
- غابرييل سلونينا على موقع Soccerbase.com (لاعب) (الإنجليزية)
- غابرييل سلونينا على موقع Soccerway.com (الإنجليزية)
- غابرييل سلونينا على موقع عالم كرة القدم.نت (الإنجليزية)
- غابرييل سلونينا على موقع اللجنة الأولمبية الدولية (الإنجليزية)
- غابرييل سلونينا على موقع AS.com (الإسبانية)